# Pasadena (Teksas)
Pasadena – miasto w Stanach Zjednoczonych, w stanie Teksas, w hrabstwie Harris. Według spisu w 2020 roku liczy 152 tys. mieszkańców. Jest częścią obszaru metropolitalnego Houston–The Woodlands–Sugar Land. 

## Historia
Pasadena została założona w 1893 roku przez Johna H. Burnetta z Galveston. Ze względu na bujną roślinność miejsce to zostało nazwane na cześć Pasadeny w Kalifornii. Po huraganie w 1900 r. Clara Barton z Amerykańskiego Czerwonego Krzyża kupiła 1,5 miliona sadzonek truskawek dla rolników w regionie. Pasadena zyskała miano „truskawkowej stolicy”. Do 1920 roku firmy naftowe postawiły rafinerie. Przejście od gospodarki rolnej do przemysłowej nastąpiło pod koniec lat trzydziestych XX wieku.
W spisie ludności z 2000 roku po raz pierwszy odnotowano w mieście większość Latynosów. 

## Gospodarka
W mieście zlokalizowano przemysł petrochemiczny, lotniczy, spożywczy, maszynowy oraz hutniczy.

## Demografia
Według danych z 2021 roku, 26% mieszkańców było urodzonymi poza granicami Stanów Zjednoczonych, a struktura rasowa przedstawiała się następująco:
- Latynosi – 71,7%
- biali nielatynoscy – 22,7%
- czarni lub Afroamerykanie – 2,5%
- Azjaci – 1,6%
- rdzenni Amerykanie – 0,8%.

## Galeria

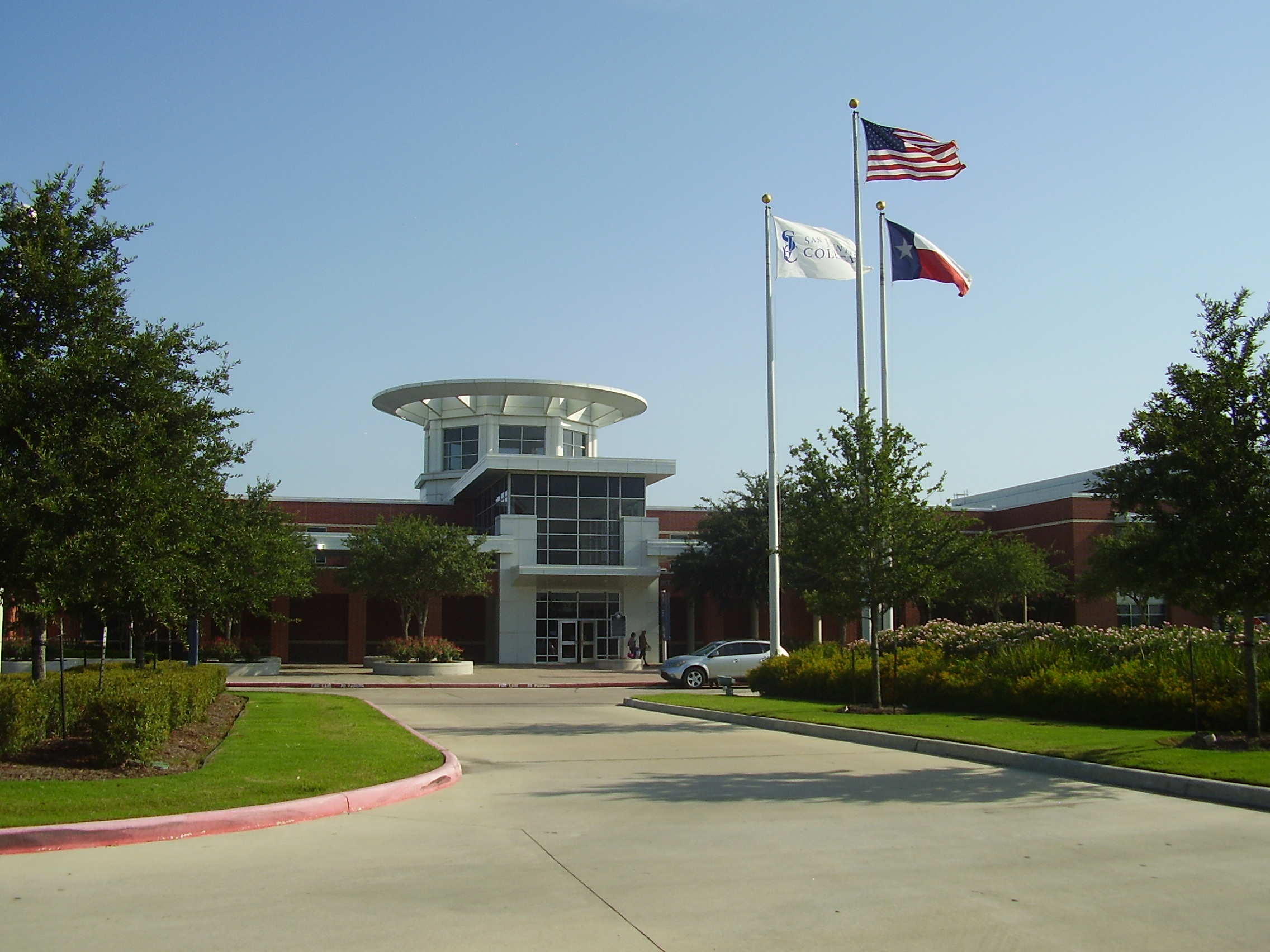
Kampus uniwersytecki
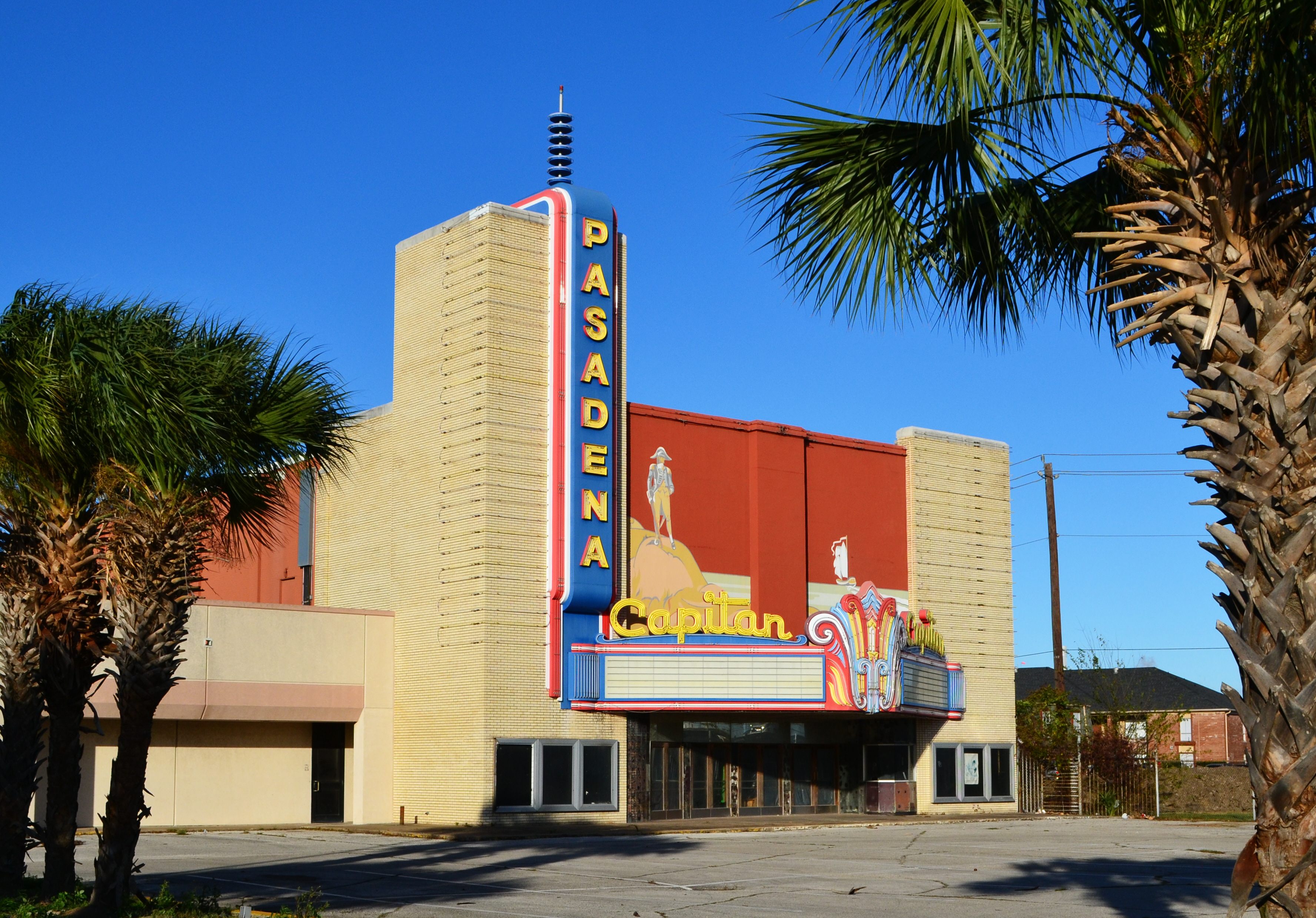
Teatr
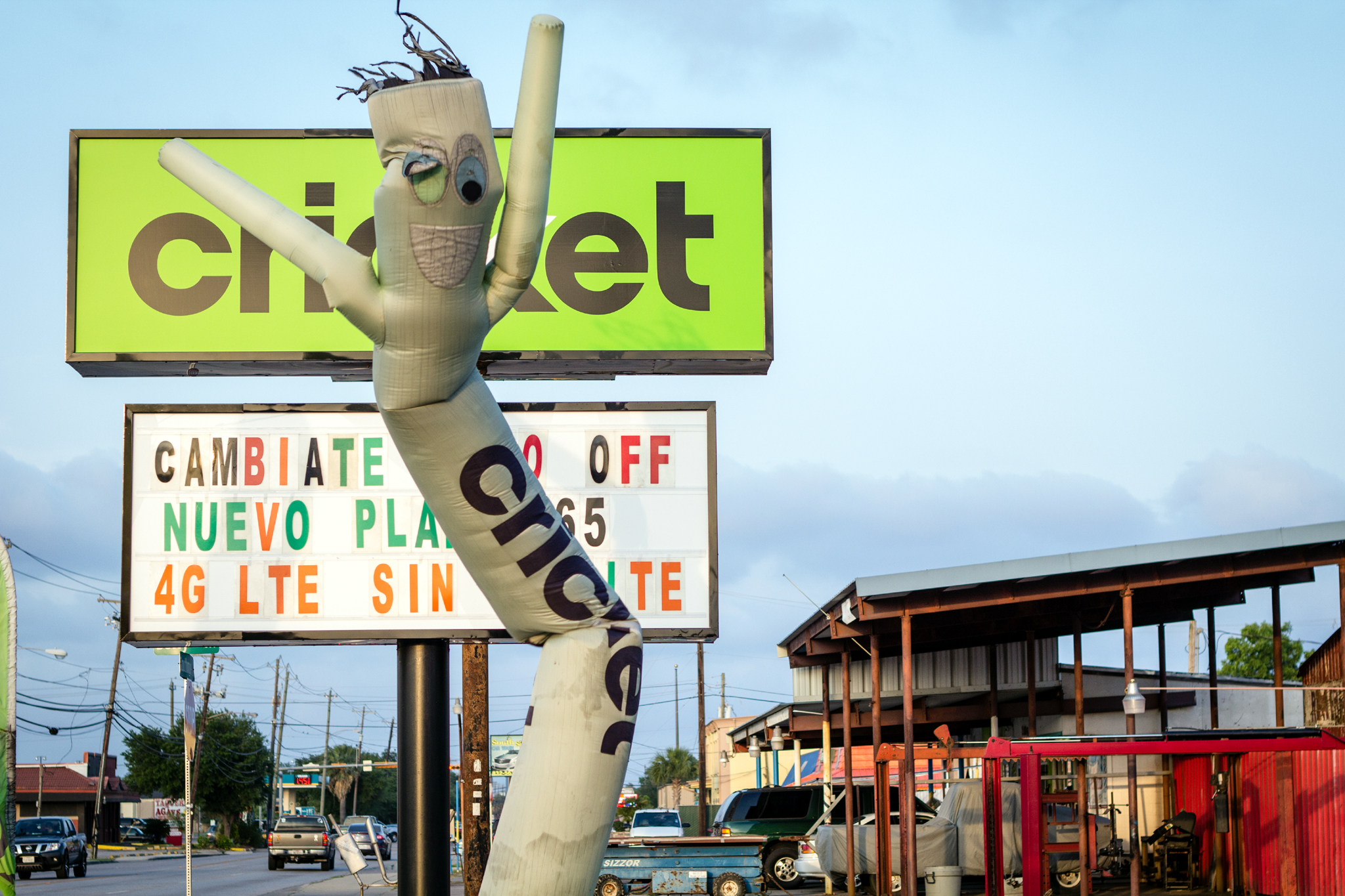
Scena uliczna
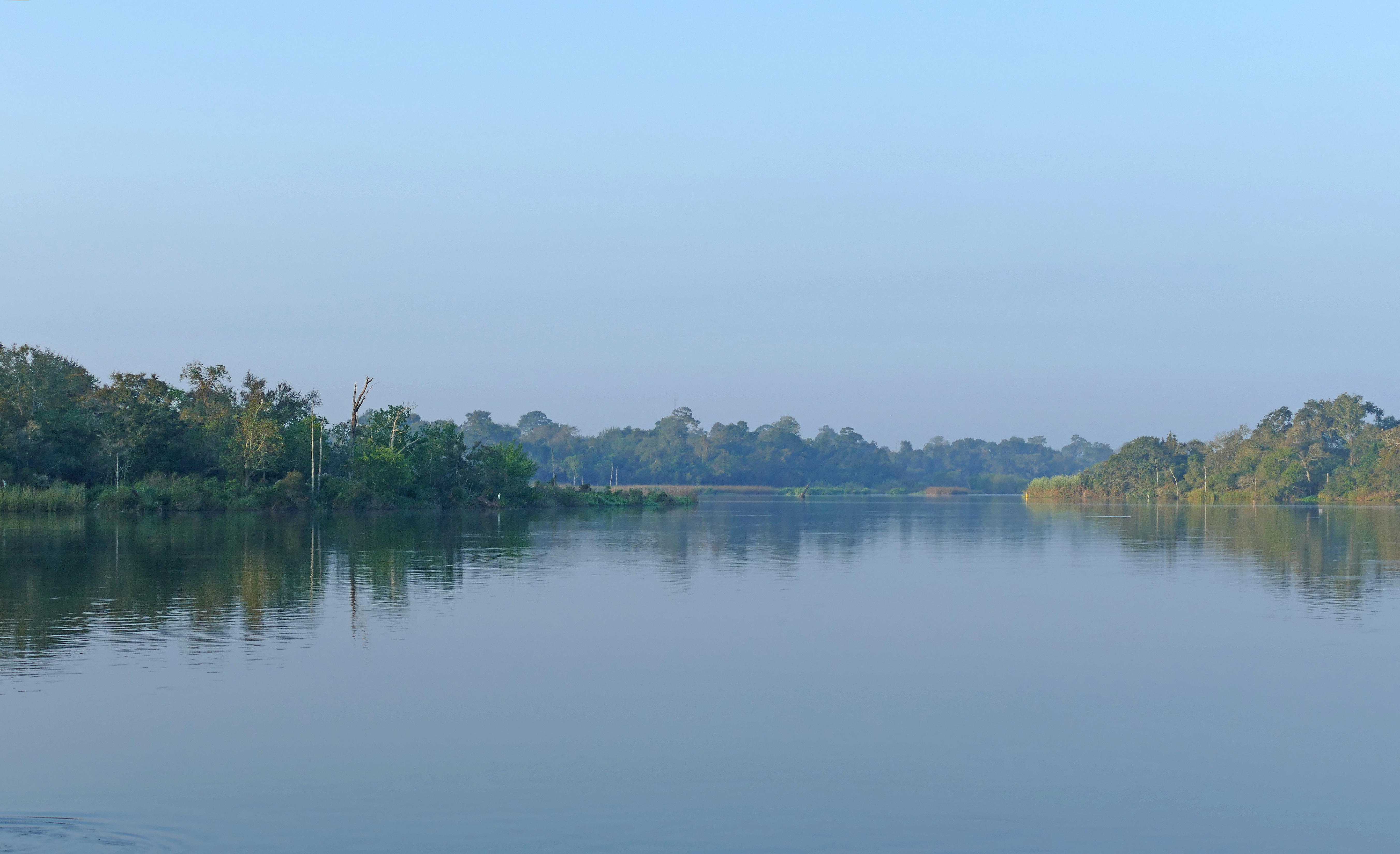
Rezerwat miejski